# William Eliot (4e comte de St Germans)
William Gordon Cornwallis Eliot, 4e comte de St Germans (14 décembre 1829 - 19 mars 1881), connu sous le nom de Lord Eliot de 1864 à 1877, est un diplomate britannique et homme politique libéral.

## Biographie
Eliot est né à Port Eliot, Cornouailles, le troisième mais l'aîné des fils survivants d'Edward Eliot (3e comte de St Germans), et de sa femme Jemima Cornwallis. Il fait ses études au Collège d'Eton, puis rejoint le service diplomatique. Il est attaché à Hanovre de 1849 à 1853 puis à Lisbonne de 1851 à 1853, à Berlin de 1853 à 1857, à Constantinople de 1857 à 1858 et à Saint-Pétersbourg de 1858 à 1859. Il est ensuite secrétaire de légation à Rio de Janeiro en 1859, à Athènes de 1859 à 1861, à Lisbonne de 1860 à 1861 et chargé d'Affaires à Rio de Janeiro de 1861 à 1863. Il termine comme secrétaire de légation par intérim à Washington, DC de 1863 à 1864.
Il démissionne en 1865 et est élu député de Devonport en 1866, siège qu'il occupe jusqu'en 1868. En 1870, il est convoqué à la Chambre des lords par un bref d'accélération du titre junior de son père de baron Eliot. Lord St Germans est mort célibataire en mars 1881, âgé de 51 ans et est enterré, près de sa mère, au cimetière de Kensal Green. Il est remplacé par son frère cadet, Henri,.